# Amphisbetia brevis
Amphisbetia brevis är en nässeldjursart som beskrevs av Eberhard Stechow 1923. Amphisbetia brevis ingår i släktet Amphisbetia och familjen Sertulariidae. Inga underarter finns listade i Catalogue of Life.